# 小関紹夫
小関 紹夫（おぜき つぐお、1905年 - 1987年5月4日）は、日本の官僚・法学者・弁護士。

## 略歴
佐賀県生まれ。第五高等学校卒、1929年東京帝国大学法学部卒。高等文官試験行政科合格。彦根高等商業学校（現滋賀大学）教授、文部省、厚生省、興亜院に勤務、衆議院内閣委員会専門員、国立国会図書館調査員、1959年「イギリスにおける近代行政の展開」で関西学院大学法学博士。弁護士、専修大学法学部教授、理事、法学部長。1976年定年、名誉教授。

## 著書
- 『行政改革の理論と実際 アメリカ行政改革の現状』有信堂 1954
- 『行政の倫理』有信堂 文化新書 1955
- 『現代行政論』有信堂 1971
- 『公共企業体の諸問題』鳳舎 1971
- 『行政と自然保全 破壊と汚染から環境の管理へ』大成出版社 1975

共編
- 『選挙法全書』阪上順夫,山本博共編 政治広報センター 1975

## 論文
- Cinii

## 注
1. ↑  『人物物故大年表』
2. ↑  『行政と自然保全』著者紹介